# Bohumila Mouchová
Bohumila Mouchová (* 5. listopadu 1933 Blazice) je česká klasická filoložka, vysokoškolská pedagožka a překladatelka ze starořečtiny a latiny.

## Život
Bohumila Mouchová pochází z Blazic u Bystřice pod Hostýnem. Po maturitě na gymnáziu v Holešově v r. 1952 studovala na Filozoficko-historické fakultě Univerzity Karlovy latinu, řečtinu a historii. V roce 1958 se na univerzitu vrátila jako asistentka a od té doby tam působí nepřetržitě dodnes (od svého penzionování v roce 2005 jako externistka). R. 1964 dosáhla titulu CSc., 1967 titulu PhDr., v témže roce získala prestižní stipendium Humboldtovy nadace a strávila rok v Bonnu u prof. Johannese Strauba, specialisty na historiografii císařského Říma. Habilitaci dokončenou v roce 1972 nemohla obhájit, protože v jejích kádrových materiálech stálo, že má „pracovní, nikoli kariérní perspektivu“.
I v té době ale zůstala na dálku ve spojení s bonnským kruhem badatelů zaměřujících se na římskou historiografii, v němž zastupovala lingvistický pohled na historické texty. Zároveň překládala antické historiky, pokračovala v badatelské práci a mnoho sil věnovala udržení klasické filologie jako univerzitního oboru.
Teprve po roce 1989 mohla naplno rozvinout svou energii. Hned roku 1990 byla jmenována docentkou klasické filologie, o dva roky později profesorkou, v r. 1991 byla jmenována vedoucí Katedry věd o antickém starověku (od r. 1993 přejmenované na Ústav řeckých a latinských studií), kterou zůstala až do dubna 2000. Díky možnosti vyjíždět na zahraniční konference se konečně plně zapojila do spolupráce s mezinárodní badatelskou obcí, zejména s německými a italskými kolegy. Zároveň v nových podmínkách opět bojovala za další rozvoj oboru, jak klasických studií na univerzitě, tak latiny na středních školách – stala se zakládající členkou společnosti Asociace učitelů klasických jazyků, publikovala didaktické materiály, spolupracovala s Českou televizí na televizním kurzu Disco latine, propagovala nové metody výuky latiny. I po odchodu do důchodu stále pokračuje v odborné činnosti, především překládá do češtiny dosud nepřeložená díla římské historiografie. 
Po celou svou aktivní dráhu usilovala také o to, aby klasická filologie nezůstala akademickou disciplínou, ale aby byla ve spojení s národní kulturou. 
V didaktice je propagátorkou tzv. živé metody, založené na aktivním používání psané i mluvené latiny (je členkou mezinárodní společnosti Academia Latinitati fovendae se sídlem v Římě).
V říjnu 2023 byla oceněna pamětní zlatou medailí Univerzity Karlovy „za významné dílo v oboru klasické filologie, řeckých a latinských studií a vědeckou a pedagogickou činnost na UK“.

## Dílo (výběr)

### Odborná literatura
- Záhadní Etruskové (1966, 19742), Praha: Mladá fronta, 208 s (273 s.). (s J. Burianem); přeloženo do estonštiny (1973), rumunštiny (1973) a litevštiny (1983).
- Studie zu Kaiserbiographien Suetons (1968). Praha: Univerzita Karlova.
- Omina mortis in der Historia Augusta. In: Bonner Historia-Augusta-Colloquium 1968-1969 (1970). Bonn, 111-149.
- Crudelitas principis optimi. In: Bonner Historia-Augusta-Colloquium 1970 (1972). Bonn, 167-194.
- Encyklopedie antiky (1973). Praha: Academia (hesla: latinský jazyk, gramatika římská, jazyk Etrusků).
- Untersuchungen zu den Scriptores Historiae Augustae (1975), Praha: Univerzita Karlova.
- Slovník latinských spisovatelů (1984 a 20044), Praha: Odeon a Leda (celkem 82 hesel).
- Encyklopédie archeológie (1986). Bratislava: Obzor (etruskologická hesla).
- In Historiam profanam commentarius (1989). Joannis Amos Comenii opera omnia. DJAK 9/I, Praha: Academia, 365-386.
- Vilitas als Ausdruck des sozial-moralischen Despekts. Studien zur Geschichte der römischen Spätantike (1989). In: Festgabe für Professor Johannes Straub. Athen: Pelasgos Verlag, 156-167.
- Quae damna facultas linguae Latinae colendae adempta iuventuti Bohemo-Slovacae attulerit (1991). In: Symposium Latinum. Fundatio Melissa Bruxellis, 45-49.
- De Bohemoslovaciae nomine (1992), Vox Latina 28, 109, 402-403.
- De litteris Latinis in Bohemia et Moravia renascentibus (1994). Der Altsprachlicher Unterricht 5, 58-59.
- Latein in der Tschechischen Republik (1994), In: Bulletin Vereinigung Classici Nederland 19, 40, s. 45-51.
- De institutione linguae Latinae corroboranda (1995), Vox Latina 31, 122, 483-492.
- De lingua Latina et litteris Latinis in carcere tractatis (1997), Vox Latina 33, 127, 93-97.
- Teaching Latin in Czech Republic (2000). In: L´insegnamento del latino nei paesi dell´Europa orientale: attualità e prospettive. Atti del convegno internazionale. Trieste, 65-75.
- Eutropius´ Charakteristik der römischen Kaiser und ihre weitere Tradition (2001), In: Es hat sich viel ereignet, Gutes wie Böses. Lateinische Geschichtsschreibung der Spät- und Nachantike. München-Leipzig: K. G. Saur, 15-25.
- Quomodo conversionis e sermone patrio in linguam Latinam difficultates superentur (2002), In: Acta noni conventus Academiae Latinitati fovendae (edd. B. Luiselli et al.), Roma, 187-197.
- La balance de la langue et de la culture dans l´enseignement du latin (2003), In: Strategia europea e valorizzazione dell´insegnamento del latino. Convegno di Treviso 14-15 Novembre 2002, Paris, 171-178.

a mnoho dalších odborných článků a recenzí v časopisech Graecolatina Pragensia, resp. Acta Universitatis Carolinae Philologica, GLP, Zprávy Jednoty klasických filologů - Auriga a Listy filologické.

### Didaktické materiály
- Cvičebnice latinské syntaxe (1973, 20044). Praha: SPN a Karolinum (s A. Bartoňkem, E. Kamínkovou, J. Jandou a E. Kuťákovou).
- Repetitorium syntaxis Latinae (1977). Praha: SPN (s E. Kuťákovou a J. Zachovou).
- Disco Latine I a II (1995 a 1996). Praha: Scientia (s E. Kuťákovou a V. Markem) - doprovodné publikace k televiznímu kurzu latiny Disco Latine.
- Lingua Latinae studeamus (1998). Praha: EWA Edition (s E. Kuťákovou a D. Slabochovou).

### Překlady z latiny a řečtiny
- Héródianos, Řím po Marku Aureliovi. Sextus Aurelius Victor, Kniha o císařích (1975). Praha: Svoboda. (s J.Burianem)
- Synové slávy - oběti iluzí. Z pozdních římských panegyriků (1977). Praha: Svoboda. (s J. Burianem)
- Portréty světovládců (Historia Augusta) I., II. (1982). Praha: Svoboda. (s J. Burianem) - předmluva k II. dílu: Pozdní antická biografie a její ideový záměr.
- Appiános, Zrod římského impéria (1986). Praha: Svoboda. (s J. Burianem)
- Appiános, Krize římského impéria (1989). Praha: Svoboda. (s J. Burianem) - předmluva: Appiános a krize římské republiky.
- Eutropius, Festus, Stručné dějiny Říma, Slavné osobnosti města Říma (2008). Praha: Arista - předmluva: Tři rozdílné historické pohledy ze 4. století.
- Velleius Paterculus a Florus. Dvojí pohled na římské dějiny (2013). Praha: Arista - předmluva: Dvojí pohled na římské dějiny.
- Paulus Orosius, Dějiny proti pohanům (2018). Praha: Argo. (s B. Markem) - taktéž autorka předmluvy.